# Safi de Persia
Sam Mirza (en persa: سام میرزا‎) (nombre completo: Abu’l-Naṣr Sām Mirzā), más conocido por su nombre dinástico de shah Safi (en persa: شاه صفی‎) fue el sexto shah (rey) safávida de Irán, reinando desde 1629 hasta 1642.

## Primeros años
Safi recibió el nombre de Sam Mirza cuando nació. Era hijo de Mohammad Baqer Mirza, hijo mayor del shah Abás el Grande y de Dilaram Khanum, una esposa georgiana. En 1621, Abbas cayó enfermo y parecía que moriría, tras lo cual Mohammed Baqer celebró con sus allegados su ascensión al trono; pero, cuando Abás se recuperó inesperadamente y se enteró, cegó a Mohammed Baqer; más adelante, cuando se enteró de una conspiración para derrocarlo e instalar a Mohammed, Abás mandó ejecutarlo, aunque se arrepintió casi de inmediato, pero no antes de que sus órdenes fueran llevadas a cabo. En los años siguientes, el suspicaz y paranoico Abbas cegó a sus otros hijos con lo que los dejó fuera de la sucesión imperial, dejando a su nieto Safi como heredero al trono.
Antes de ser designado como el heredero al trono, Safi había sido criado en el harem de Abás por sus concubinas quienes solo le enseñaron a divertirse y le daban regularmente alcohol y opio, supuestamente bajo las órdenes de Abás quien deseaba mantenerlo dócil y maleable; Safi también era conocido en la corte por su seriedad y crueldad y además odiaba a Abás por haber ejecutado a su padre. Posteriormente, recibió la educación propia de un heredero imperial, incluyendo aprender a montar a caballo y disparar con arco y flecha, aunque su educación en otras áreas fue limitada ya que nunca fue buen estudiante y no mostró gran interés por aprender; posteriormente en su vida surgirían historias sobre su falta de educación, poca cultura general, su falta de conocimientos y su analfabetismo.
Safi tuvo tres esposas: Princesa Tinatin (hija de Teimuraz I de Kajetia y la Reina Khoreshan), Ana Khanum y una tercera esposa llamada Bika (hija de un reyezuelo circasiano y hermana del Príncipe Musal).
Además de sus tres esposas, Safi tuvo al menos 300 concubinas en su harem.
Safi tuvo 6 hijos, 4 varones: Abbas Mirza, Tahmasp Mirza, Bahram Mirza, Haidar Mirza, Ismail Haidar Mirza y Muhammad Mirza (su eventual sucesor que tomaría el nombre de Abbas II); y tres hijas: Mariam Begum, Pari Rukhshah Begum y Azim Begum. Todos sus hijos excepto su sucesor Muhammad fueron cegados por órdenes de Safi en 1642.

## Reinado
Safi fue coronado el 28 de enero de 1629 a la edad de dieciocho años. Eliminó despiadada e implacablemente a cualquiera que considerara una amenaza para su poder, real o imaginada, ejecutando a casi todos los príncipes reales safávidas, así como a los principales cortesanos y generales.
Entre las víctimas se encontraron dos tíos de Safi, un cuñado a quien mando matar, seis de sus sobrinos a quienes cegó, tres sobrinas a quienes mando matar, un cuñado a quien cegó, al menos dos tíos, al menos dos tías y mando a asesinar a un niño junto a sus dos hermanos y a su padre porque se rumoraba que el joven era un hijo ilegítimo de su padre Shah Abbas (lo que por lo tanto lo convertiría en un medio hermano de Safi) para evitar que pudiera declararse un heredero de Abbas y disputarle el trono a Safi.
Safi prestó poca atención a los asuntos de gobierno y no tuvo intereses culturales o intelectuales (nunca había aprendido a leer o escribir correctamente), prefiriendo pasar el tiempo en banquetes en los que se embriagaba con vino y fumaba opio en enormes cantidades. n
En cuanto su consumo de drogas, Safi ya consumía opio cuando llegó al trono y alcohol pero solo durante festejos; pero su consumo de alcohol se incrementó poco después de llegar al trono cuando uno de sus médicos le recomendó tomar vino diariamente para calentar su cuerpo y combatir el "frío" que supuestamente le era causado por el opio; tras esto, Safi también se volvió alcohólico.
Sin embargo, Safi aborrecía el humo del tabaco tanto como su abuelo quien inicialmente lo prohibió argumentando que había sido introducido por los otomanos para perjudicar a Persia; pero Safi fue más lejos y llegó a castigar a los que fueran sorprendidos fumando tabaco en público vertiéndoles plomo fundido en sus bocas.
La figura política dominante del reinado de Safi fue Saru Taqi, nombrado gran visir en 1634. Saru Taqi era incorruptible y altamente eficiente en la recaudación de ingresos para el estado, pero también era autocrático y arrogante.

### Asuntos internos
En el plano doméstico, Safi logró pacificar la región de volátil región de Georgia, aunque esta paz era frágil y tensa ya que Safi debía apoyarse en los líderes regionales delegándoles la tarea de mantener a la población bajo control para poder mantener esta región unida al imperio persa. Sin embargo, la autoridad del Shah se mantuvo y Safi incluso emplazo una casa de moneda en Tbilisi que acuñó monedas con su figura y nombre.

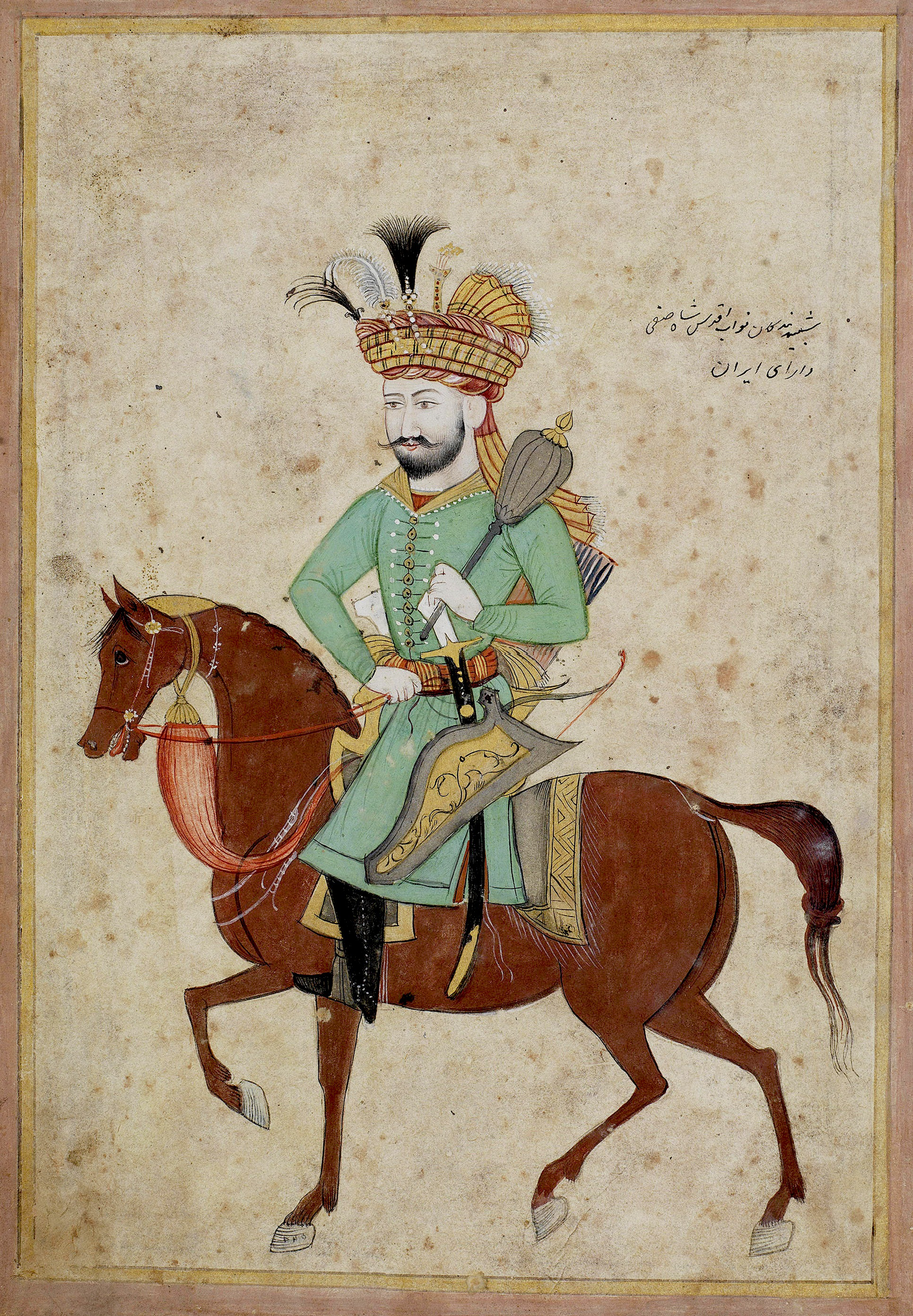
Retrato contemporáneo de Safi titulado "Retrato de Su Majestad, el más puro Shah Safi Rey de Irán"

Safi también tuvo que combatir inestabilidad interna, el episodio más importante siendo el de la rebelión de 1629 liderada por Gharib Shah, un aristócrata safávida de la provincia de Guilán; aunque para 1630 la rebelión ya había sido aplastada y Gharib Shah capturado y decapitado en Isfáhan junto a 2,000 de sus seguidores. Sin embargo, uno de los seguidores de Gharib Shah llevó a cabo otra revuelta en la provincia de Mazandarán aunque su rebelión también fue suprimida rápidamente.
En 1641 surgiría otra rebelión más, esta vez encabezada por uno de sus derviches en Qazvín, un hombre solo conocido como Dervish Rza que logró atraer a su rebelión a varios cientos de habitantes locales antes de que fuerzas locales y milicias leales al Shah lograran derrotar al contingente de Rza quien murió en batalla tras lo cual su cabeza fue enviada al Shah.

### Relaciones exteriores
Rápidamente después de haber subido al trono, los enemigos extranjeros de Irán aprovecharon la oportunidad para explotar la debilidad percibida de Safi. A pesar de los firmes éxitos iniciales de los safávidas y de las humillantes derrotas en la Guerra otomano-safávida (1623-1639) por el abuelo y predecesor de Safi, el sah Abbas el Grande, los otomanos, archienemigos de los safávidas, se adentraron en su territorio por el oeste un año después del ascenso al trono de Safi. En 1634 ocuparon brevemente Ereván y Tabriz y en 1638 finalmente lograron capturar y ganar un fuerte punto de apoyo en Bagdad y otras partes de Mesopotamia (Irak) que, a pesar de ser retomado varias veces más tarde en la historia por los persas y más notablemente por Nader Shah, permanecería en sus manos hasta después de la Primera Guerra Mundial. Sin embargo, el tratado de Zuhab que fue firmado en 1639 puso fin a todas las guerras posteriores entre los safávidas y los otomanos.
Además de las guerras otomanas, Irán estaba preocupado por los uzbecos y turcomanos en el este y perdieron brevemente Kandahar en sus territorios más orientales frente a los mogoles en 1638, debido a lo que parece ser un acto de venganza por parte de su propio gobernador sobre la región, Ali Mardan Khan, después de ser despedido del cargo.
Al mismo tiempo, durante su reinado, Safi buscó un acercamiento y relaciones más estrechas con varios de las potencias europeas más importantes: En 1636 recibió una delegación comercial de Federico III, duque de Holstein-Gottorp, en la que iba Adam Olearius (un pseudónimo con el cual se conoce al matématico, geógrafo, académico y político alemán Adam Ölschläger). Adam escribió un libro sobre esta visita en 1647, que fue publicado y ampliamente difundido en Europa. En 1639, Safi envió una delegación de regreso a Holstein-Gottorp, llevando obsequios al duque.
Sin embargo, el duque no tuvo éxito en su objetivo principal que era establecer una relación comercial regular con Irán y Rusia y convertir la recién fundada ciudad del ducal de Friedrichstadt en una terminal comercial europea.
Safi también estableció comunicaciones amistosas con el rey Carlos I de Inglaterra, quien le respondió personalmente y con quien sostuvo una correspondencia amigable. Adicionalmente, Safi también iniciaría relaciones amistosas con Rusia, buscando un acercamiento con su poderoso vecino del norte y enviando cartas y representantes a la corte del zar.

## Muerte
Safi murió el 11 de mayo de 1642 en Qazvín cuando iba junto con su ejército rumbo a una nueva campaña militar para reconquistar Kandahar. Su muerte fue resultado de su alcoholismo al caer enfermo después de haber estado bebiendo por días sin parar, algo que era común para Safi quien era conocido por organizar fiestas y banquetes donde consumía enormes cantidades de alcohol por días enteros. En este último festejo, Safi se alcoholizo con un famoso bebedor georgiano llamado Scedan Cilaze a quien mandó traer desde Mingrelia hasta su campamento en Isfahán y que era legendario en la región por su capacidad para beber, tras lo cual Safi lo retó a una competencia de bebida; tras esta competencia que duró días y noches enteras Safi cayó gravemente enfermo y aunque partió a su campaña de todas maneras solo llegó hasta Qazvin donde murió, tras lo cual fue enterrado en el Santuario de Fátima Masumeh de la cercana ciudad de Qom que considerado el segundo lugar más sagrado del islam chiita.
Olearius por su parte menciona rumores de que fue envenenado por miembros de su corte, lo cual es plausible pero no es ampliamente aceptado por historiadores modernos.
Safi sería sucedido por su hijo Abbas II quien fue coronado 4 días después de la muerte de su padre.